# Надлишек Бартол, Марица
Марица Надлишек Бартол (словен. Marica Nadlišek Bartol; 10 февраля 1867, Триест, Австрийская империя — 3 января 1940, Любляна, Югославия) — словенская писательница и редактор. С 1897 по 1899 год она была редактором влиятельного женского журнала Slovenka, который сама и основала.
Вынужденная покинуть свой родной город Триест в 1919 году после перехода его под итальянское управление, она поселилась в Любляне и возобновила свою публицистическую деятельность, которая за 20 лет до этого были прервана её замужеством, отстаивая идеи словенского национализма и феминизма.

## Ранние годы и образование
Марица Надлишек родилась в 1867 году в Триесте, входящий тогда в состав Австрийской империи. Её отец принадлежал к среднему классу и работал землемером, принадлежа к словенской общине Триеста.
В 1882 году она поступила в педагогический колледж в Гориции, учитель тогда была одной из немногих профессий, которые могли получить словенские женщины. Учась в Гориции Надлишек заинтересовалась словенской литературой, а также сумела войти в круг словенской интеллигенции. После окончания обучения в 1886 году она вернулась в Триест, где стала работать преподавателем в словенских школах, располагавшихся в его пригородах.

## Литературная деятельность
Работая учителем, Надлишек стала участвовать в литературной жизни Триеста, занимаясь написанием авторских статей и рассказов. Её первое эссе, подчёркивающее роль женщин в поддержке словенского национализма, появилось в газете Edinost в 1888 году. В следующем году был опубликован её первый рассказ «Moja prijateljica» («Моя подруга») в журнале Ljubljanski zvon. Она стала одной из первых словенских женщин, которые стали регулярно публиковаться в этом издании, а также писать для других словенских изданий, в том числе Domači prijatelj.
В 1898 она написала роман Fatamorgana («Мираж»), который в виде книги был опубликован лишь столетие спустя — в 1998 году. Его относят к первому триестскому словенскому роману.
Надлишек стала соучредителем и первым редактором женского журнала Slovenka, выходившего с 1897 по 1902 год. Деятельность журнала была направлена на укрепление словенской национальной идентичности среди женщин, продвижение идеи эмансипации словенских женщин и поддержку женского литературного образования. Надлишек работала редактором с момента его основания и до 1899 года, когда оставила свою работу, выйдя замуж. В качестве редактора она пускала в печать работы таких писателей, как Вида Ерай, Кристина Шулер и Марица Стрнад Цизерль . Поскольку Надлишек владела несколькими языками, включая хорватский, немецкий и русский, она зарекомендовала себя и как переводчик на страницах журнала Slovenka, публикуя свои переводы произведений Михаила Лермонтова, Александра Пушкина, Ивана Тургенева и Генриха Гейне.
В произведениях Надлишек Бартол зачастую важнейшее место занимают идеи словенского национализма. Она также писала и на феминистские темы, в частности, участвуя в длительном диалоге с католическим религиозным лидером Антоном Махничем. Она оспаривала его довод о том, что мужчины должны выше женщин и доминировать в обществе. Глубокое влияние на неё оказало её увлечение русской реалистической литературы. Женские персонажи её произведений заметно отличались от героинь тогдашней словенской литературы, они принадлежали к буржуазии и рабочему классу и не идеализировались.

## Активизм
Помимо написания статей на темы словенского национализма и феминизма, Надлишек Бартол вела активную деятельность в рамках своей общины, выступая в качестве главного организатора словенских женщин в Триесте на рубеже XIX—XX веков. Хотя она и придерживалась политически умеренных либеральных взглядов по сравнению с теми, кто впоследствии пришёл ей на смену, в то время подобная политическая активность считалась радикальной. В 1887 году Надлишек участвовала в создании местного женского отделения просветительской организации «Общество святых Кирилла и Мефодия».

## Брак и изгнание из Триеста
Надлишек вышла замуж за почтового служащего Грегора Бартола в 1899 году и родила от него семерых детей в период с 1901 по 1909 год, двое из которых умерли в раннем детстве. Один из её детей впоследствии стал известным словенским писателем Владимиром Бартолом. Брак не принёс счастья Надлишек, так как он положил конец её карьере и общественной активности.
После Первой мировой войны, когда Триест перешёл под контроль итальянцев, Надлишек продолжала тайно преподавать словенский язык, из-за чего карабинеры часто допрашивали её. В конце концов в сентябре 1919 года её семья была вынуждена переехать в Любляну, первоначально проживав там в вагоне поезда со своими пятью детьми.
Как только она обосновалась в городе и сумела обеспечить элементарное выживание своей семьи, она снова начала писать и работать переводчиком. Надлишек сотрудничала с женским журналом Ženski svet, работая его редактором с 1931 по 1934 год, а также присоединилась к организациям по защите прав женщин и стала соучредителем их. Она также принимала активное участие в организациях, борющихся за права словенцев, оставшихся в Италии.
В 1927 году Надлишек Бартол начала писать мемуары под названием Iz mojega življenja («Из моей жизни»). В 1948 году они были опубликованы посмертно в литературном журнале Razgledi. Надлишек Бартол умерла в 1940 году в Любляне в возрасте 72 лет.